# Vuolijoki

Wappen der ehemaligen Gemeinde Vuolijoki

Vuolijoki [ˈvuɔlijɔki] ist ein Ort und eine ehemalige Gemeinde in Nordostfinnland. Sie wurde im Jahr 2007 in die Stadt Kajaani eingemeindet. In Vuolijoki befindet sich eine 1906 nach Plänen von Josef Stenbäck fertiggestellte Steinkirche im Stil der Nationalromantik.

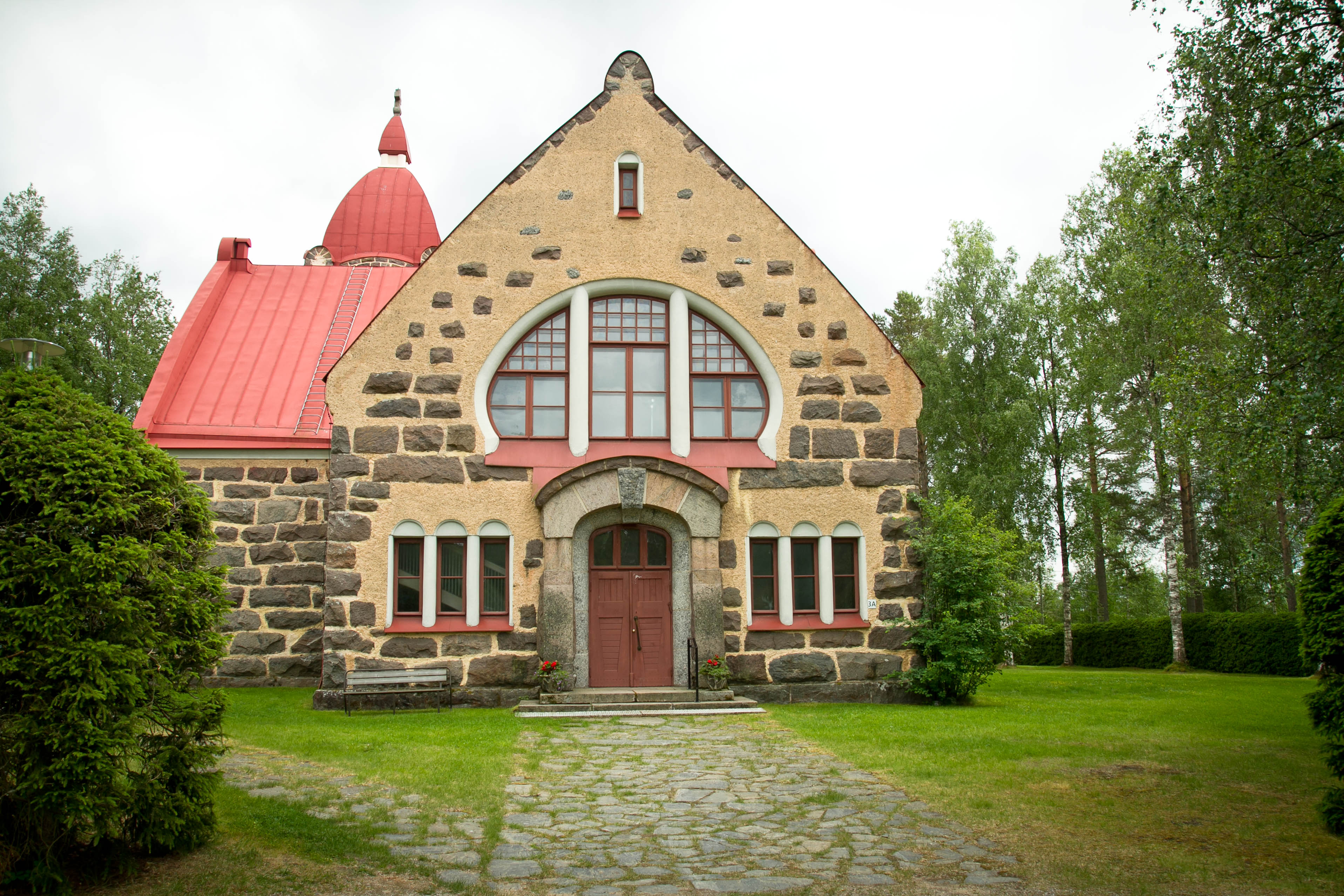
Kirche von Vuolijoki

Die Gemeinde Vuokijoki hatte eine Fläche von 895,2 km² (davon 203,05 km² Binnengewässer) und zuletzt rund 2600 Einwohner und umfasste neben dem Kirchdorf Vuolijoki die Orte Otanmäki, Käkilahti, Saaresmäki, Vuottolahti, Kytökoski, Kuusiranta und Ojanperä.
Bei Otanmäki wurde bis 1985 Eisenerz gefördert. Auch nach der Schließung der Mine blieb der Ort ein Zentrum der metallverarbeitenden Industrie. Hauptarbeitgeber ist eine Waggonfabrik, die heute zum tschechischen Konzern Škoda Transportation gehört.